# Atlantic Beach (Florida)
Atlantic Beach is een plaats (city) in de Amerikaanse staat Florida, en valt bestuurlijk gezien onder Duval County.

## Demografie
Bij de volkstelling in 2000 werd het aantal inwoners vastgesteld op 13.368.
In 2006 is het aantal inwoners door het United States Census Bureau geschat op 13.268, een daling van 100 (-0,7%).

## Geografie
Volgens het United States Census Bureau beslaat de plaats een oppervlakte van
33,7 km², waarvan 9,7 km² land en 24,0 km² water.

## Geboren
- Whitney Thompson (26 september 1987), Amerikaans model

## Plaatsen in de nabije omgeving
De onderstaande figuur toont nabijgelegen plaatsen in een straal van 40 km rond Atlantic Beach.